# Giraldilla 2003
Die Giraldilla 2003 (auch Cuba International 2003 genannt) im Badminton fanden vom 1. bis zum 4. Mai 2003 in Havanna statt.

## Sieger und Platzierte
| Disziplin    | Gold                        | Silber                        | Bronze                             |
| ------------ | --------------------------- | ----------------------------- | ---------------------------------- |
| Herreneinzel | Sho Sasaki                  | Richard Vaughan               | Yuichi Ikeda                       |
| Herreneinzel | Sho Sasaki                  | Richard Vaughan               | Marco Vasconcelos                  |
| Dameneinzel  | Xu Huaiwen                  | Yuki Shimada                  | Charmaine Reid                     |
| Dameneinzel  | Xu Huaiwen                  | Yuki Shimada                  | Vânia Leça                         |
| Herrendoppel | Wouter Claes Frédéric Mawet | Jochen Cassel Joachim Tesche  | Takanori Aoki Toru Matsumoto       |
| Herrendoppel | Wouter Claes Frédéric Mawet | Jochen Cassel Joachim Tesche  | Guilherme Kumasaka Guilherme Pardo |
| Damendoppel  | Yoshiko Iwata Miyuki Tai    | Helen Nichol Charmaine Reid   | Judith Baumeyer Fabienne Baumeyer  |
| Damendoppel  | Yoshiko Iwata Miyuki Tai    | Helen Nichol Charmaine Reid   | Filipa Lamy Telma Santos           |
| Mixed        | Takanori Aoki Miyuki Tai    | Charles Pyne Nigella Saunders | Rodrigo Pacheco Lorena Blanco      |
| Mixed        | Takanori Aoki Miyuki Tai    | Charles Pyne Nigella Saunders | Andrés Corpancho Valeria Rivero    |